# آزمایشگاه ملی میدان مغناطیسی بالا

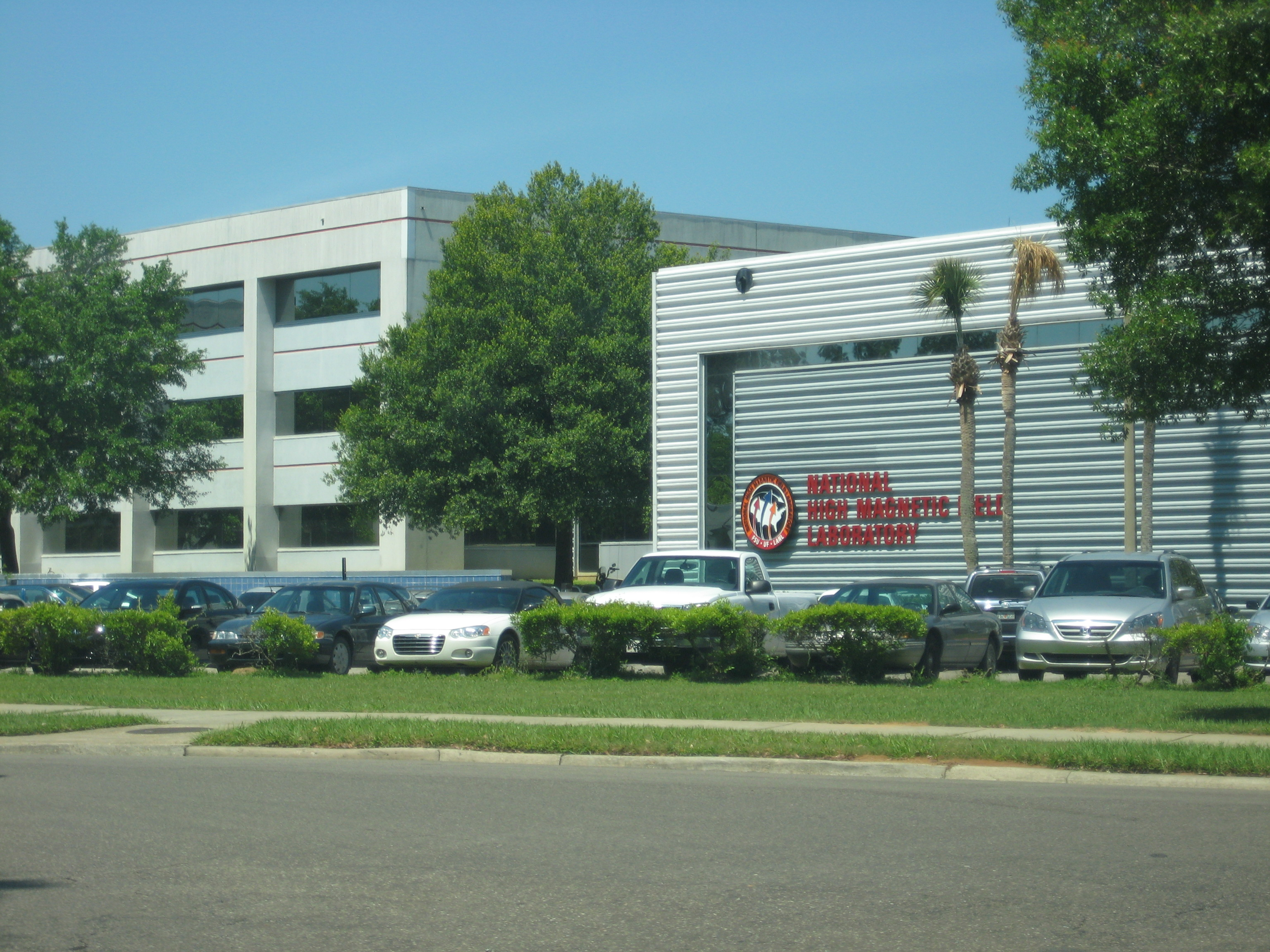
آزمایشگاهی در آمریکا

آزمایشگاه ملی میدان مغناطیسی بالا (به انگلیسی: National High Magnetic Field Laboratory) یک مرکز علمی فدرال در ایالت فلوریدا در آمریکا است.
اداره‌کنندهٔ این آزمایشگاه دانشگاه ایالتی فلوریدا می‌باشد، و شعباتی نیز در دانشگاه فلوریدا و آزمایشگاه ملی لاس آلاموس در حال فعالیت هستند.